# Růžodol I
Růžodol I (německy Rosenthal) je část města Liberec. Nachází se na západě Liberce. Liberec XI-Růžodol I leží v katastrálním území Růžodol I o rozloze 3,36 km².
V západní části Růžodolu I se nachází letiště Liberec.

## Historie
První písemná zmínka o vesnici pochází z roku 1542.
Do poloviny dvacátého století v obci tradičně převládalo německé obyvatelstvo. 
Po druhé světové válce byli původní obyvatelé vysídleni.

## Pamětihodnosti
Vila továrníka Josefa Brosche se zahradou a ovocným sadem stála v Nové ulici č. 167, mezi Ostašovem a Františkovem; roku 1945 z ní byl německý majitel vysídlen; roku 1951 StB vilu uzpůsobila k internaci zatčených biskupů Josefa Hloucha a Josefa Berana. Okna byla zamřížována, zakázáno je otevírat, do místností byly instalovány štěnice, vycházky do zahrady byly jen hodinové, provoz obstarávaly internované sestry dominikánky. Úkol nafilmovat milostný vztah biskupa a řeholnice, se nepodařilo uskutečnit, 17. dubna 1953 byli biskupové odvezeni do Myštěvsi.. Vila byla před rokem 1989 zbořena.